# John Fiedler
Pour les articles homonymes, voir Fiedler.
John Fiedler est un acteur américain né le 3 février 1925 à Platteville, Wisconsin (États-Unis), décédé le 25 juin 2005 à Englewood (New Jersey).

## Biographie
John Fiedler est né à Platteville, au Wisconsin, dans une famille d'origine irlandaise et allemande.

## Filmographie
- 1950 : Tom Corbett, Space Cadet (série télévisée) : Cadet Alfie Higgins (1951-1954)
- 1957 : Douze hommes en colère (12 Angry Men) de Sidney Lumet : Juror #2
- 1957 : Le Grand Chantage (Sweet Smell of Success) : Counterman
- 1958 : Les Feux du théâtre (Stage Struck) : Adrian
- 1958 : All the King's Men (TV)
- 1961 : Un raisin au soleil (A Raisin in the Sun) : Karl Lindner
- 1962 : Un soupçon de vison (That Touch of Mink) : Mr. Smith
- 1963 : Mickey and the Contessa (TV) : Arney Tanner
- 1964 : Le Californien (Guns of Diablo) (TV) : Ives
- 1964 : Deux copines, un séducteur (The World of Henry Orient) : Sidney
- 1964 : Embrasse-moi, idiot (Kiss Me, Stupid) : Reverend Carruthers
- 1965 : La Stripteaseuse effarouchée (Girl Happy) : Mr. Penchill
- 1966 : L'Homme à la tête fêlée (A Fine Madness) d'Irvin Kershner : Daniel K. Papp
- 1966-1969 : Ma Sorcière bien-aimée (TV)
- 1967 : Le Ranch de l'injustice (The Ballad of Josie) : Simpson, General Store Owner
- 1967 : Fitzwilly : Mr. Morton Dunne
- 1967 : Star Trek (TV) épisode Un loup dans la bergerie : Hengist
- 1968 : Drôle de couple (The Odd Couple) : Vinnie
- 1968 : Winnie l'ourson dans le vent : Piglet (voix)
- 1969 : Rascal : Cy Jenkins
- 1969 : Cent dollars pour un shérif (True Grit) : Lawyer Daggett
- 1969 : Le Plus Grand des hold-up (The Great Bank Robbery) : Brother Dismas Ostracorn (explosives)
- 1970 : Suppose They Gave a War and Nobody Came? : Maj. Purvis
- 1971 : Making It : Ames
- 1971 : Cannon (TV) : Jake
- 1971 : Hitched (en)'' (TV) : Henry
- 1971 : A Tattered Web (TV) : Sam Jeffers
- 1971 : Honky
- 1972 : Shadow House
- 1972 : Columbo : Blueprint for Murder (TV) : Doctor
- 1972 : Alerte à la bombe (Skyjacked) : Robert Grandig
- 1972 : Deathmaster : Pop
- 1973 : Mystery in Dracula's Castle (TV) : Bill Wasdahl
- 1973 : Double Indemnity (TV) : Jackson
- 1973 : Robin des Bois (Robin Hood) : Sexton (voix)
- 1973 : Superdad : Pharmicist in tv commercial
- 1974 : The Whiz Kid and the Mystery at Riverton (TV) : Charles Blackburn
- 1974 : Bad Ronald (TV) : Mr. Roscoe
- 1974 : Winnie the Pooh and Tigger Too! : Piglet (voix)
- 1975 : Le Daliah noir (Who Is the Black Dahlia?) (TV) : PX Manager
- 1975 : La Bonne Fortune (The Fortune) : Police photographer
- 1976 : La Femme de l'année (Woman of the Year) (TV) : Justice Of The Peace
- 1976 : Un candidat au poil (The Shaggy D.A.) : Officer Howie Clemmings
- 1977 : Les Aventures de Winnie l'ourson (The Many Adventures of Winnie the Pooh) : Piglet (voix)
- 1977 : Les Aventures de Bernard et Bianca (The Rescuers) : Deacon Owl (voix)
- 1978 : Harper Valley P.T.A. (en) : Bobby Taylor
- 1978 : Human Feelings (TV) : Lester
- 1979 : Boulevard Nights (en) de Michael Pressman : Intern
- 1980 : Une nuit folle, folle (Midnight Madness) : Mr. Thorpe
- 1981 : The Monkey Mission (TV) : Jimmy Papadopolous
- 1981 : L'Équipée du Cannonball (The Cannonball Run) : Desk Clerk
- 1981 : Rox et Rouky (The Fox and the Hound) : Porcupine (voix)
- 1981 : L'Anti-gang (Sharky's Machine) : Barrett
- 1982 : Savannah Smiles : Grocery Clerk
- 1983 : Sacrée journée pour Bourriquet (Winnie the Pooh and a Day for Eeyore) : Piglet (voix)
- 1983 : I Am the Cheese : Arnold
- 1986 : Seize the Day : Carl
- 1968 : On ne vit qu'une fois ("One Life to Live") (série télévisée) : Gilbert Lange / Virgil (1987)
- 1988 : Winnie the Pooh Friendship: Tigger-ific Tales (vidéo) : Piglet
- 1989 : A Raisin in the Sun (TV) : Mark Lindner
- 1990 : Weekend with Kate : Fish seller
- 1991 : Winnie the Pooh & Christmas Too (TV) : Piglet (voix)
- 1996 : Winnie l'ourson : Hou ! Bouh ! Et re-bouh ! (TV) : Piglet (voix)
- 1997 : Winnie l'ourson 2 : Le Grand Voyage (vidéo) : Piglet (voix)
- 1997 : Poketto monsutâ (série télévisée) : Narrator (1997-1999)
- 1998 : A Winnie the Pooh Thanksgiving (vidéo) : Piglet (voix)
- 1999 : Winnie the Pooh Friendship: Pooh Wishes (vidéo) : Piglet (voix)
- 1999 : Winnie the Pooh: A Valentine for You (TV) : Piglet (voix)
- 1999 : Winnie l'ourson : Joyeux Noël (vidéo) : Piglet (voix)
- 2000 : Les Aventures de Tigrou (The Tigger Movie) : Piglet (voix)
- 2000 : Kuzco, l'empereur mégalo (The Emperor's New Groove) : Old Man (voix)
- 2001 : Disney's tous en boîte (House of Mouse) (série télévisée) : Piglet (voix)
- 2001 : Le Livre de Winnie l'ourson (série télévisée) : Piglet (voix)
- 2002 : Mickey, le club des méchants (vidéo) : Piglet (voix)
- 2003 : Les Aventures de Porcinet : Piglet (voix)
- 2004 : Les Aventures de Petit Gourou (vidéo) : Piglet
- 2005 : Winnie l'ourson et l'Éfélant : Piglet (voix)
- 2005 : Kronk's New Groove (vidéo) : Rudy (voix)